# Rugendas
Rugendas var en konstnärssläkt från Augsburg.

## Kända medlemmar
- Georg Philipp Rugendas (1666–1742), målare och kopparstickare
- Johann Lorenz Rugendas (1775–1826), målare och raderare
- Moritz Rugendas (1802–1858), målare och litograf